# Inside Job (film, 2003)
Pour les articles homonymes, voir Inside Job (homonymie).
Pour plus de détails, voir Fiche technique et Distribution.
Inside Job est un thriller sorti en 2003 et réalisé par Nicolas Winding Refn. L'échec de ce film au box-office a précipité la faillite de la société de production Jang Go Star de Nicolas Winding Refn.

## Synopsis
Harry Caine, vigile, ne se remet pas de la mort de Claire, son épouse, tuée par balles dans le parking du centre commercial où il travaille. La police n'a pas retrouvé le meurtrier. L'enquête piétine. Alors, Harry, hanté par le souvenir de sa femme, tente de résoudre le mystère. Grâce à son travail, il récupère les cassettes vidéo de surveillance, passe son temps à les visionner et à les analyser minutieusement, à la recherche du moindre indice. Au fur et à mesure, il accroche au mur les photographies de témoins ou de suspects potentiels. Un jour, une piste le conduit dans l'Etat du Montana, vers une certaine Kate, dont le mari, Peter, un policier, aurait été la dernière personne à croiser Claire...

## Fiche technique
- Titre original : Fear X
- Titre français : Inside Job
- Réalisation : Nicolas Winding Refn
- Scénario : Nicolas Winding Refn et Hubert Selby Jr.
- Décors : Peter De Neergaard
- Costumes : Darena Snowe
- Photographie : Larry Smith
- Montage : Anne Østerud
- Budget : 6,6 millions de dollarsUS[1]
- Pays d’origine :  Danemark,  Royaume-Uni,  Canada
- Langue originale : anglais
- Genre : Thriller
- Durée : 91 minutes
- Dates de sortie :
  -  États-Unis : 19 janvier 2003 (Festival du film de Sundance)
  -  France : 22 septembre 2004 [réf. nécessaire]

## Distribution
- John Turturro (V. F. : Patrick Mancini) : Harry
- Deborah Kara Unger (V. F. : Déborah Perret) : Kate
- Stephen Eric McIntyre : Phil
- William Allen Young (V. F. : Raphaël Cohen) : L'agent Lawrence
- Gene Davis (en) : Ed
- Mark Houghton : Le flic du restaurant
- Jacqueline Ramel : Claire
- James Remar (V. F. : Bruno Magne) : Peter
- Nadia Litz (en) : Ellen
Version française
  - Société de doublage : Mediadub International
  - Direction artistique : Georges Caudron